# 相对论火箭
相對論火箭（Relativistic rocket）是指任何速度接近相對論中速度參數（真空中光速c）而不可忽略狭義相對論作用的火箭。嚴格來說在任何時候相對論作用都存在。甚麼時候才“不可忽略相對論作用”需要看問題條件。一般來說當速度超越0.5c時時間膨脹、长度收缩等作用會使火箭運動偏离經典力學的預測。
本文章討論理想火箭模型（Tsiolkovsky火箭模型）的狭義相對論延伸。

## 火箭方程式
理想火箭是指以下模型：總質量{\displaystyle m_{0}}的火箭以相對它本身的固定速度{\displaystyle v_{e}}排出質量（如氣體）推進。
經典力學里，火箭速度和質量符合來自動量守恒的理想火箭方程：
{\displaystyle m\,dv+u\,dm=0}
注意經典力學裡火箭運動的能量并不守恒：火箭方程概括火箭和排出質量的非彈性碰撞。部分能量以熱等不能做功形式离开動力系統。
從靜止開始，當燃料用到火箭質量余下{\displaystyle m_{f}}後火箭速度為：
{\displaystyle \Delta v=v_{e}\ln {m_{0} \over m_{f}}}
當火箭速度接近光速時，以上火箭方程式仅是相對論修正的近似。
{\displaystyle m\,d\beta +\beta _{e}\,dm\,(1-\beta ^{2})=0}
其中{\displaystyle \beta ={v \over c}}和{\displaystyle \beta _{e}={v_{e} \over c}}。
不同於經典火箭方程式，相對論火箭方程式來自相對論動量和能量（包括質量能量）同時守恒。
火箭從靜止開始。當燃料用到余下質量等於{\displaystyle m_{f}}後火箭速度為：
{\displaystyle \Delta v=c\tanh(I_{p}\ln {m_{0} \over m_{f}})}
以上方程式裡{\displaystyle I_{p}}叫specific impulse：
{\displaystyle I_{p}\equiv \gamma _{e}\beta _{e}={v_{e} \over c{\sqrt {1-{v_{e}^{2} \over c^{2}}}}}}
注意火箭速度一直在光速以下。